# Прва лига Југославије у кошарци 1980/81.
Прва лига Југославије у кошарци 1980/81. је било 37. првенство СФРЈ у кошарци. Ово је било последње првенство у ком се није играо плеј-оф. Титулу је освојио Партизан.

### Табела
|     | Тим              | Игр. | Поб. | Нер. | Изг. | П+   | П-   | П+/- | Бод |
| --- | ---------------- | ---- | ---- | ---- | ---- | ---- | ---- | ---- | --- |
| 1.  | Партизан         | 22   | 19   | 0    | 3    | 2162 | 1993 |      | 38  |
| 2.  | Цибона           | 22   | 19   | 0    | 3    | 2177 | 1925 |      | 38  |
| 3.  | Задар            | 22   | 14   | 0    | 8    | 2184 | 2104 |      | 28  |
| 4.  | Шибенка          | 22   | 12   | 0    | 10   | 2035 | 1972 |      | 24  |
| 5.  | Црвена звезда    | 22   | 11   | 0    | 11   | 2159 | 2129 |      | 22  |
| 6.  | Искра Олимпија   | 22   | 10   | 0    | 12   | 1987 | 2024 |      | 20  |
| 7.  | Босна            | 22   | 10   | 0    | 12   | 2079 | 1998 |      | 20  |
| 8.  | Будућност        | 22   | 9    | 0    | 13   | 1795 | 1892 |      | 18  |
| 9.  | Раднички Београд | 22   | 9    | 0    | 13   | 1939 | 2003 |      | 18  |
| 10. | Работнички       | 22   | 8    | 0    | 14   | 1998 | 2178 |      | 16  |
| 11. | Југопластика     | 22   | 7    | 0    | 15   | 1939 | 2102 |      | 14  |
| 12. | Кварнер          | 22   | 4    | 0    | 18   | 1987 | 2121 |      | 8   |

## Састави екипа
| Екипа         | Играчи | Тренер            |
| ------------- | --- | ----------------- |
| Партизан      | Драган Кићановић, Миодраг Марић, Бобан Петровић, Арсеније Пешић, Драган Тодорић, Душан Керкез, Горан Деспотовић, Милан Медић, Миленко Савовић, Драган Милутиновић, Небојша Букумировић, Данко Цвјетичанин, Драган Ковачевић | Борислав Ћорковић |
| Цибона        | Крешимир Ћосић, Александар Петровић, Миховил Накић, Андро Кнего, Свен Ушић, Дамир Павличевић, Аднан Бечић, Рајко Господнетић, Бранко Сикирић, Томислав Беванда, Срђан Савовић                                               | Мирко Новосел     |
| Шибенка       | Зоран Славнић, Дражен Петровић |                   |
| Црвена звезда | Зуфер Авдија, Бранко Ковачевић, Жарко Копривица, Стеван Караџић, Предраг Богосављев, Живковић, Срђан Дабић, Бањанин, Болекић, Слободан Јанковић, Јокановић, Шеша, Мрђен                                                     | Ранко Жеравица    |
| Босна         | Ратко Радовановић |                   |
| Југопластика  | Жељко Јерков |                   |
| Будућност     | Душко Ивановић, Никола Антић |                   |